# 亨利县 (田纳西州)
亨利縣（英語：Henry County）是美國田納西州西北部的一個縣。北鄰肯塔基州，東以田納西河為界。面積1,537平方公里。根據美國2000年人口普查，共有人口31,115人。縣治巴黎（Paris）。
縣政府成立於1821年11月7日，以紀念美國開國元勳、美國獨立後首任維吉尼亞州州長派屈克·亨利（Patrick Henry）。